# 地方公営企業法
地方公営企業法（ちほうこうえいきぎょうほう、昭和27年8月1日法律第292号）は、「地方公共団体の経営する企業の組織、財務及びこれに従事する職員の身分取扱いその他企業の経営の根本基準、企業の経営に関する事務を処理する地方自治法の規定による一部事務組合及び広域連合に関する特例並びに企業の財政の再建に関する措置を定め、地方自治の発達に資すること」（第1条）に関する法律である。

## 主務官庁
- 総務省自治財政局公営企業課

## 概要
1952年（昭和27年）10月1日施行。
独立採算制による企業経営のような経済性と、自治体のような公共性の両立を狙ったものである。
地方公共団体が、公共の福祉増進のために経営する企業のうち、病院事業、水道事業、工業用水道事業、軌道事業、自動車運送事業、鉄道事業、電気事業、ガス事業に関わる現業事業に対して適用されている。

## 構成
- 第一章 総則（第1条 - 第6条）
- 第二章 組織（第7条 - 第16条）
- 第三章 財務（第17条 - 第35条）
- 第四章 職員の身分取扱（第36条 - 第39条）
- 第五章 一部事務組合及び広域連合に関する特例（第39条の2・第39条の3）
- 第六章 雑則（第40条 - 第42条）
- 第七章 財政の再建（第43条 - 第51条）
- 附則